# St. Johannes der Evangelist (Rumpin)

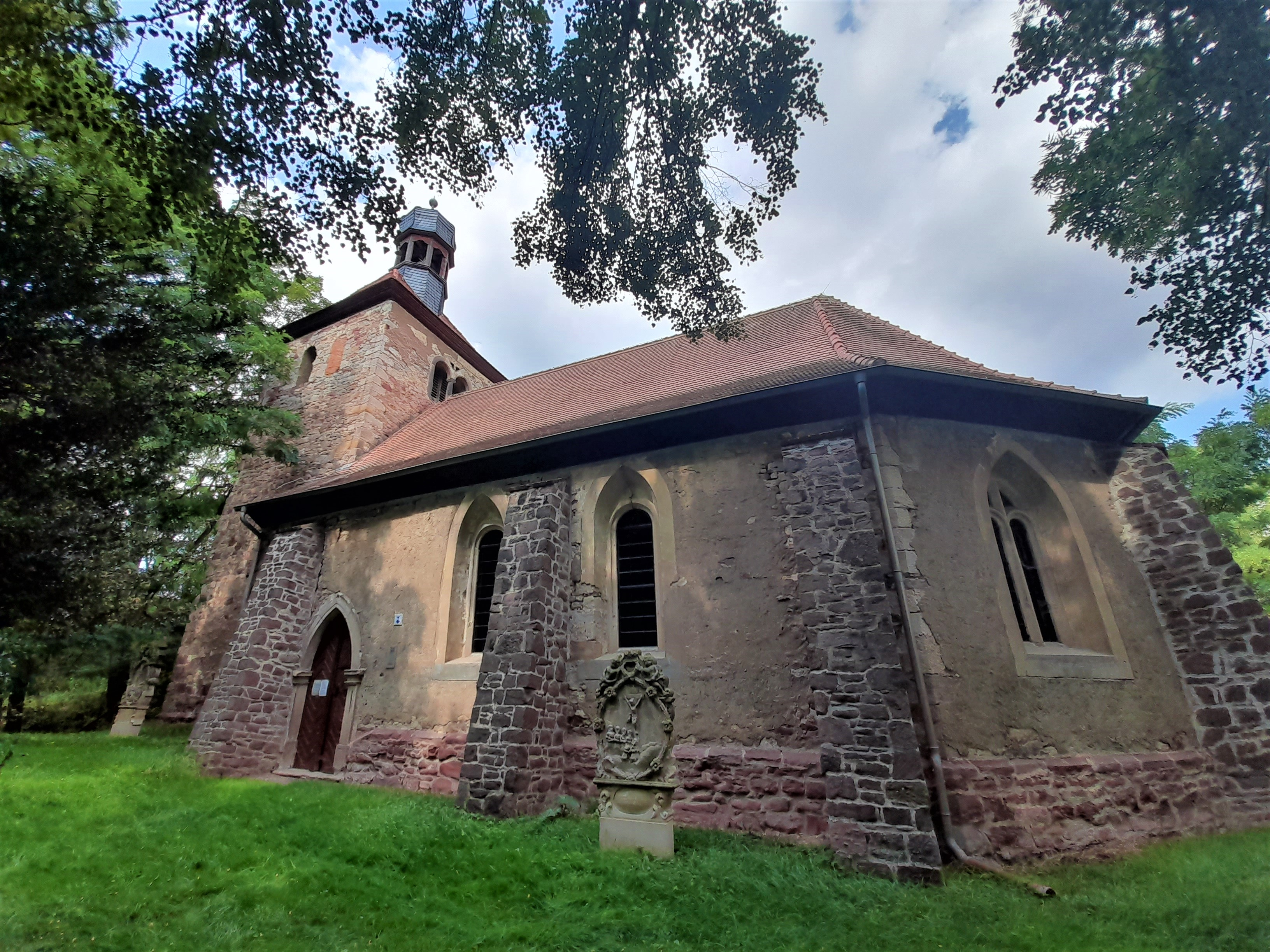
Ansicht von Südost, 2021

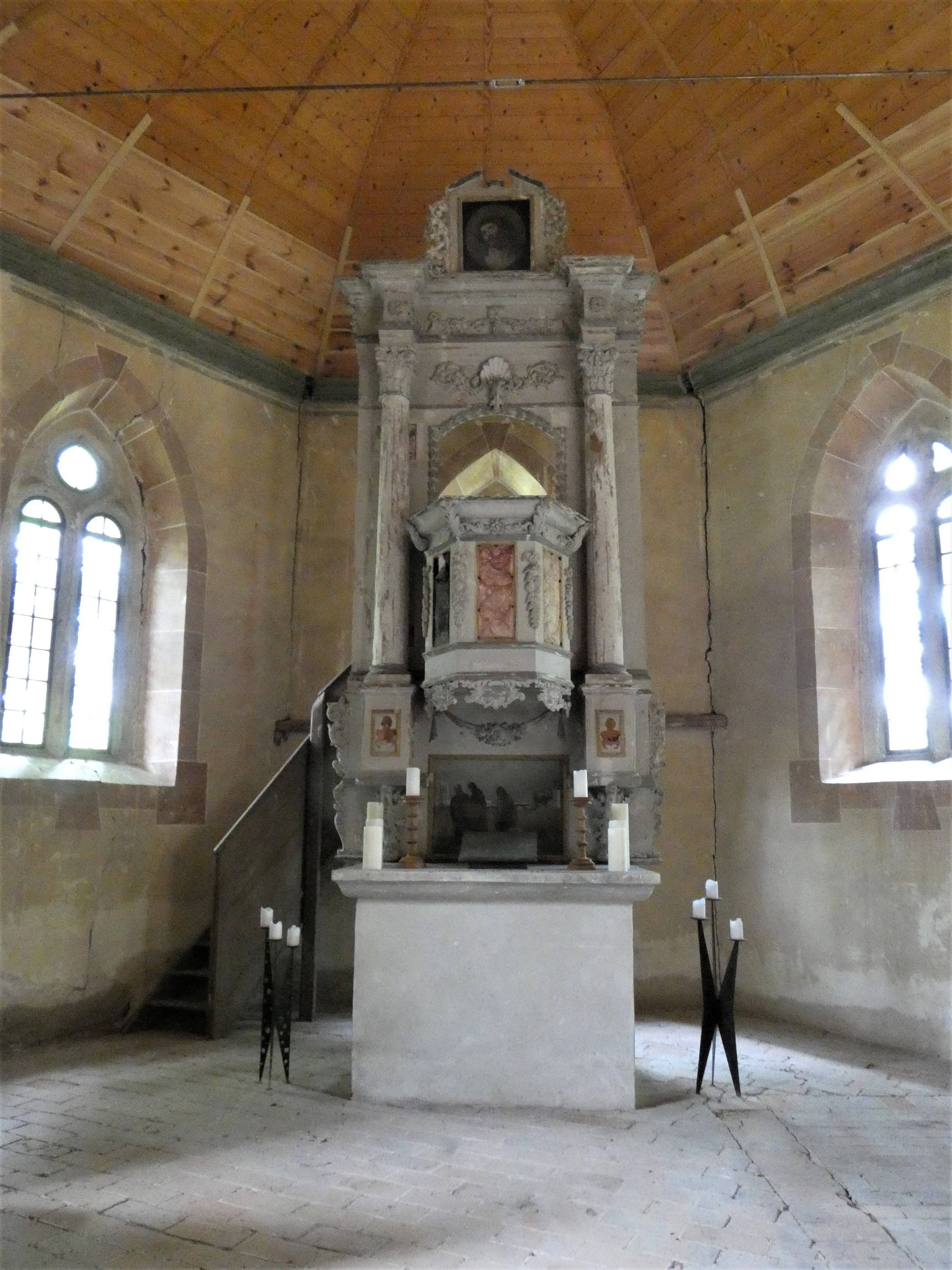
Innenansicht nach Osten zum Kanzelaltar

Die evangelisch-lutherische denkmalgeschützte Kirche St. Johannes der Evangelist steht in Rumpin, einem Ortsteil von Kloschwitz, in der Gemeinde Salzatal in Sachsen-Anhalt. Die Kirche gehört zum Pfarrbereich Gerbstedt im Kirchenkreis Eisleben-Sömmerda der Evangelischen Kirche in Mitteldeutschland. Im örtlichen Denkmalverzeichnis ist die Kirche unter der Erfassungsnummer 94 55169  als Baudenkmal eingetragen.

## Geschichte und Architektur
Ort und Kirche lagen im Mittelalter weiter östlich in der Saaleaue nahe einem heute verlandeten Altarm der Saale. Wegen Hochwassergefahr wurde um 1700 der Ort in westliche Richtung verlegt. Die Kirche wurde unter Verwendung älterer Teile auf einem Sporn oberhalb des Dorfes neu aufgebaut. Die Einweihung erfolgte 1720.
Es handelt sich um einen einschiffigen Bau mit dreiseitigem Ostschluss und einem fast quadratischen Westquerturm, der 1716/17 um- und teilweise neu gebaut wurde, dessen Kern jedoch in der ersten Hälfte des 16. Jahrhunderts vermutet wird. Das Querwalmdach mit Dachreiter stammt aus der Zeit des Neubaus; die Stützpfeiler am Schiff aus dem 19. Jahrhundert.
Der nach innen offene Dachstuhl wurde mit Unterstützung der Pfarrstelle von Anwohnern verschlossen.

## Ausstattung
Der Saalbau weist eine barocke Innenausstattung aus der Zeit um 1720 auf. Der mit einer Hufeisenempore versehene Innenraum wird von einer flachen Holztonne überwölbt, deren Restaurierung im Jahre 2020 erfolgte. Im Aufsatz des mit korinthischen Säulen versehenen Kanzelaltars befindet sich ein Bild des Christuskopfes zwischen Akanthusranken.
Die Sandsteintaufe in gedrungener achtseitiger Kelchform ist mit Blattwerk geschmückt; das Priechengestühl stammt laut Inschrift aus dem Jahr 1804.
Die Orgel fiel in der zweiten Hälfte des 20. Jahrhunderts dem Vandalismus zum Opfer; vorhanden ist noch das Orgelprospekt aus dem ersten Viertel des 19. Jahrhunderts mit Blumenrankendekor. Im Turm befinden sich zwei in Bochum gegossene Glocken aus dem Jahr 1874.

## Alter Friedhof

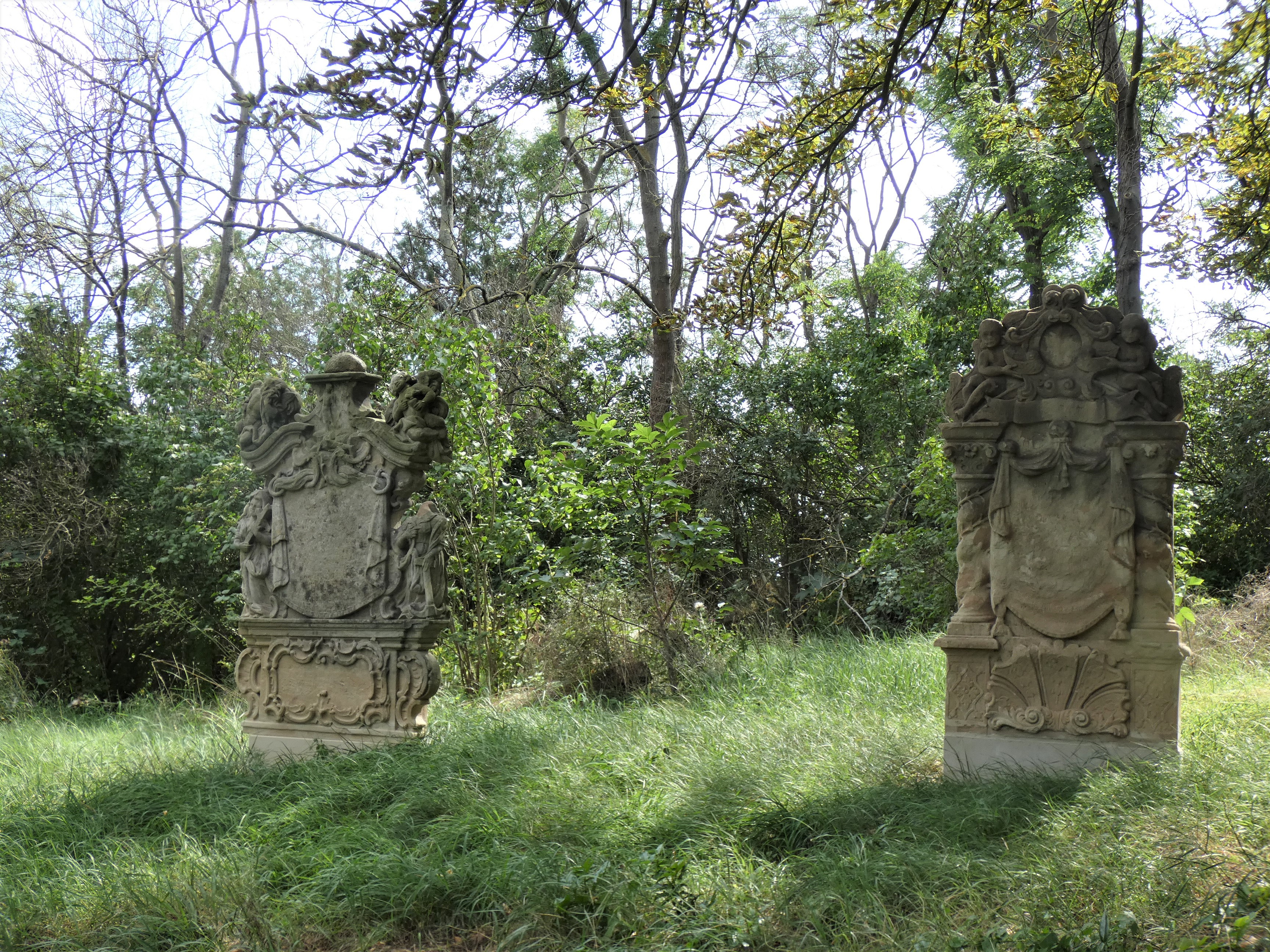
Barocke Grabsteine auf dem alten Friedhof

Der ehemalige Friedhof von St. Johannes liegt südlich der Kirche, von dieser getrennt durch einen Hohlweg. Hier befinden sich 13 barocke, reich dekorierte Grabsteine von außergewöhnlicher Qualität.